# Sévignacq-Meyracq
Sévignacq-Meyracq (okzitanisch Sevinhac e Meirac) ist eine französische Gemeinde mit 573 Einwohnern (Stand 1. Januar 2022) im Département Pyrénées-Atlantiques in der Region Nouvelle-Aquitaine (vor 2016: Aquitanien). Die Gemeinde gehört zum Arrondissement Oloron-Sainte-Marie und zum Kanton Oloron-Sainte-Marie-2 (bis 2015: Kanton Arudy).
Der Ursprung des Namens der Gemeinde kommt vermutlich aus der gallorömischen Zeit. Der erste Teil setzt sich zusammen aus dem lateinischen Namen Sabinius und dem gallorömischen Suffix -acum und bedeutet „Landgut des Sabinius“. Analog setzt sich der zweite Teil vermutlich aus dem lateinischen Namen Marius und dem gallorömischen Suffix -acum zusammen und bedeutet „Landgut des Marius“. Die Einwohner werden Sévignacquais und Sévignacquaises genannt.

## Geographie
Sévignacq-Meyracq liegt ca. 20 km südöstlich von Oloron-Sainte-Marie im Ossautal in der historischen Provinz Béarn.
Umgeben wird der Ort von den Nachbargemeinden:
|                 | Bosdarros                                   | Haut-de-Bosdarros |
| Rébénacq Bescat | Kompassrose, die auf Nachbargemeinden zeigt | Lys               |
| Arudy           | Louvie-Juzon                                | Sainte-Colome     |

Die höchste Erhebung im Gebiet der Gemeinde ist der Pouey Agut (618 m).
Sévignacq-Meyracq liegt im Einzugsgebiet des Flusses Adour.
Der Gave d’Ossau, der beim Zusammenfluss mit dem Gave d’Aspe weiter flussabwärts gemeinsam den Gave d’Oloron bildet, strömt an der Grenze zur Nachbargemeinde Arudy entlang.
Zwei Nebenflüsse des Gave de Pau durchqueren das Gebiet der Gemeinde, der Soust, der in Sévignacq-Meyracq entspringt, und der Nez.
Außerdem bewässert der Ruisseau de l’Oustau, ein Zufluss des Gest, die Gemeinde.

## Geschichte
Die Gemeinde Sévignacq-Meyracq hat ihre Wurzeln in einer gallorömischen Villa der Römer Sabinius und Marius. Im Zensus des Jahres 1385 wurden in Sévignacq 29 Häuser gezählt, in Meyracq sechs. Beide Dörfer gehörten zur Bailliage des Archidiakonats von Ossau. In Sévignacq und Meyracq gab es Laienklöster, die dem Vicomte von Béarn unterstanden. Beide Dörfer haben sich früh zusammengeschlossen, denn seit 1414 werden sie unter einem gemeinsamen Namen erwähnt. Um eine Verwechslung mit der Gemeinde Sévignacq in der Nähe von Thèze zu vermeiden, nahm sie den Namen Sévignacq-Meyracq per kaiserlichem Dekret vom 13. Dezember 1866 an. Die Grundherrschaft und die Laienklöster unterstanden einem häufigen Wechsel. Während der Französischen Revolution wurden die Besitztümer der Grundherren beschlagnahmt und verkauft. Die Wirtschaft der Gemeinde entwickelte sich neben der zahlreichen Handwerkerschaft durch seine Steinbrüche (Gips, Marmor, Werkstein), seine Wassermühlen und Kalköfen.
Toponyme und Erwähnungen von Sévignacq waren:
- Sevignag (1270, Urkunden des Archidiakonats von Ossau),
- Savinhacum (1286, Urkunden der Vicomté von Béarn),
- Sebinhac (1385, Volkszählung im Béarn),
- Sebinach (1614, réformation de Béarn, Manuskriptsammlung des 16. bis 18. Jahrhunderts, B. 817),
- Sanctus-Petrus de Sevignacq (1674, Veröffentlichungen des Bistums Oloron),
- Sevignac (1750 und 1793, Karte von Cassini bzw. Notice Communale),
- Sevignacq (1801, Bulletin des lois),
- Sévignac (1863, Dictionnaire topographique du département des Basses-Pyrénées) und
- Sévignacq-Meyracq (1867).[5][7][8]

Toponyme und Erwähnungen von Meyracq waren:
- Mayrac (1376, Militärschau des Béarn, Blatt 116),
- Sanctus-Saturninus de Meyrac (1607, Veröffentlichungen des Bistums Oloron),
- Meirac (1675, réformation de Béarn, B. 657, Blatt 4) und
- Meyrac (1750 und 1863, Karte von Cassini bzw. Dictionnaire topographique du département des Basses-Pyrénées).[5][7]

### Einwohnerentwicklung
Die Gemeinde erreichte einen Höchststand ihrer Größe mit 950 Einwohnern in der ersten Hälfte des 19. Jahrhunderts. In der Folgezeit stagnierte die Größe der Gemeinde bei kurzzeitigen Phasen der Erholung bis zu den 1950er Jahren auf rund 430 Einwohner. Seitdem ist bei größeren Schwankungen insgesamt ein Aufwärtstrend zu verzeichnen, der noch heute andauert.
| Jahr      | 1962 | 1968 | 1975 | 1982 | 1990 | 1999 | 2006 | 2009 | 2022 |
| --------- | ---- | ---- | ---- | ---- | ---- | ---- | ---- | ---- | ---- |
| Einwohner | 467  | 486  | 490  | 438  | 437  | 535  | 486  | 509  | 573  |

## Sehenswürdigkeiten

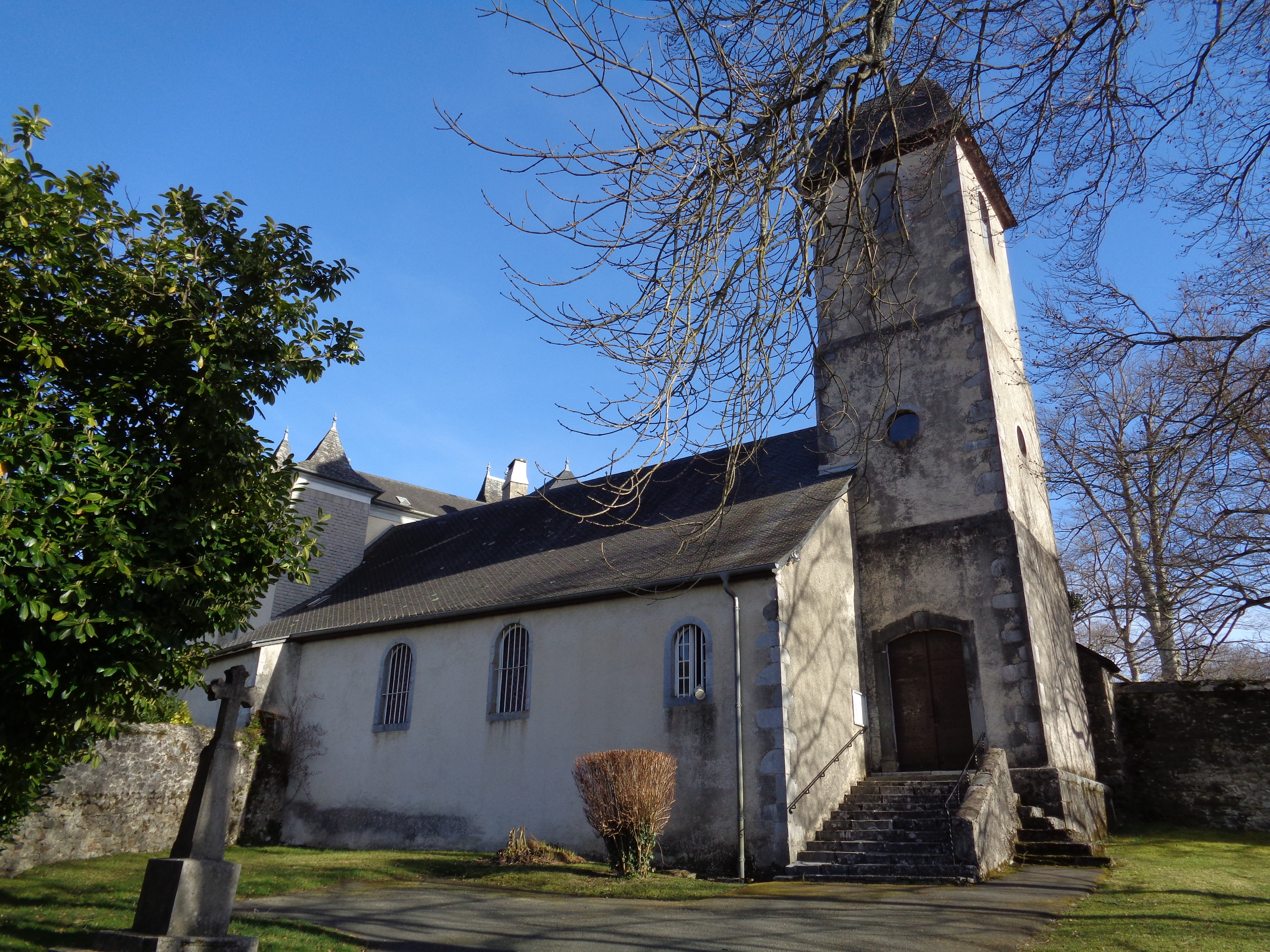
Pfarrkirche Saint-Pierre in Sévignacq, im Hintergrund das Schloss Étigny

- Pfarrkirche, geweiht dem Apostel Petrus. Sie wurde zu Beginn des 17. Jahrhunderts und damit im gleichen Zeitraum wie das Laienkloster, genannt Schloss Étigny, errichtet. Sie grenzt direkt an das Schlossgebäude mit ihrer Apsis und der Südfassade. Der Schlossherr war in der Lage, die Kirche direkt vom Schloss zu betreten. Im Westen ragt ein viereckiger Glockenturm empor. Er besitzt drei Stockwerke und ist mit einer Haube gedeckt. Seine Wände sind neben Okuli auch mit Schießscharten durchbrochen, die zeigen, dass sie einst als Wehrkirche ausgebaut war. Im Langhaus wird das Hauptschiff von den beiden Seitenschiffen durch jeweils zwei Rundbögen getrennt, die sich auf einen zentralen Pfeiler stützen. Das südliche Seitenschiff ist Maria, der Mutter Jesu Christi gewidmet. Der Altar und sein Retabel sind aus bemaltem und vergoldetem Holz gearbeitet, ornamentiert mit herabfallenden Blättern und Früchten. In einer Nische des Retabels befindet sich eine Madonna mit Jesuskind aus vergoldetem Holz, die aus dem 18. Jahrhundert datiert. Die Vorderseite des Altars ist ebenfalls aus vergoldetem Holz mit einem Medaillon, das mit feinem Pflanzenrankwerk umsäumt ist. Im Medaillon wird eine Heilige dargestellt, zu erkennen an der Märtyrerpalme, die sie in ihrer rechten Hand hält. In der anderen Hand trägt sie ein Objekt, das schadhaft und nicht mehr erkennbar ist. Ihre Kopfbedeckung ist außerdem beschädigt, so dass nur vermutet werden kann, dass es sich um eine Darstellung der heiligen Barbara oder der heiligen Lucia handeln könnte. Dies würde mit einer alten Verehrung übereinstimmen, die in dieser Kapelle ihren Ausdruck fand. Der Fußboden ist mit großen Sandsteinplatten aus Asson ausgelegt, die Grabstätten von Personen bedecken, die in der Kirche bestattet wurden. Die Sakristei scheint der älteste Teil der Kirche zu sein und aus dem 16. Jahrhundert zu datieren. Der Giebel am Eingang ist mit den Attributen des heiligen Petrus verziert, den beiden Schlüsseln und den Ketten, die an seine Gefangenschaft erinnern. Die Pfarrkirche ist seit dem 16. Oktober 1997 als Monument historique klassifiziert.[10][11][12]

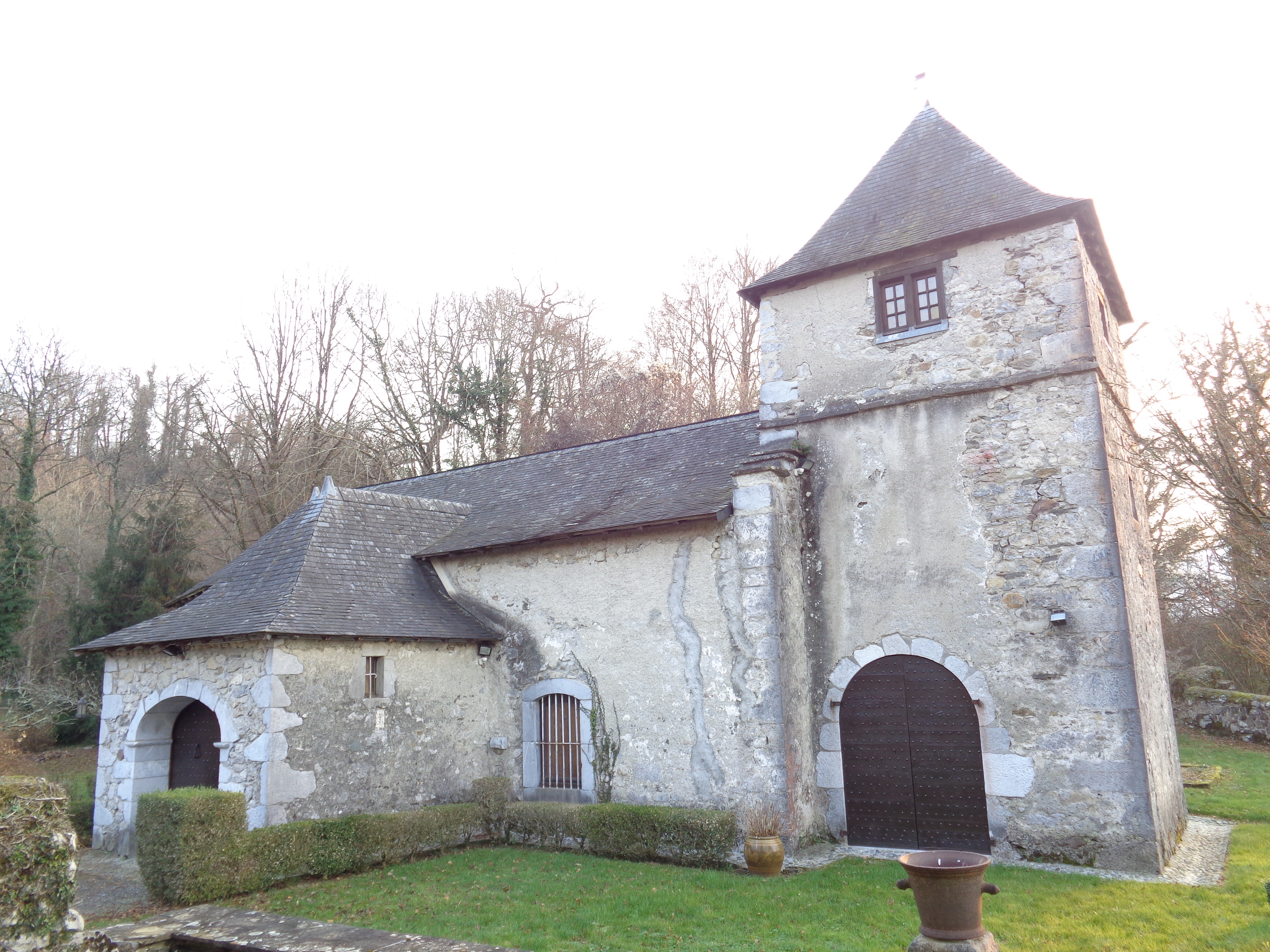
Kapelle Saint-Saturnin in Meyracq

- Kapelle in Meyracq, gewidmet Saturninus von Toulouse. Mit dem Konkordat von 1801 wurden die beiden bisher getrennten Kirchengemeinden von Sévignacq und Meyracq des Bistums Lescar zu einer zusammengeschlossen, die nun zum Bistum Bayonne gehört. Die im Mittelalter vom Grundherrn und Pfarrer gestiftete Kapelle liegt etwas außerhalb der Siedlung an einem Abhang zum Gave-Tal. Sie erlaubte den Bewohnern von Meyracq dort an kirchlichen Veranstaltungen teilzunehmen, ohne nach Sévignacq gehen zu müssen. Die Kapelle ist dem heiligen Saturninus gewidmet, wie eine erhaltene Tafel am Eingang belegt. Sie hat einen einfachen Aufbau mit einem Kirchenschiff, das im Norden durch eine Seitenkapelle und im Süden durch eine Sakristei flankiert wird. Ihr viereckiger Glockenturm mit Eingangsvorbau besitzt zwei Stockwerke. Als die ehemalige Pfarrkirche von Meyracq beim Zusammenschluss der beiden Pfarrgemeinden herabgestuft wurde, wurden viele Ausstattungsgegenstände verkauft. Dennoch sind zwei Retabeln zu sehen, wobei das des Hauptalters aus dem frühen 18. Jahrhundert stammt. Ein alter Friedhof umsäumt die Kapelle. Ein großer und ein kleiner Eingang mit zwei hohen Stufen gewährt den Zutritt. Er ist von einer Mauer umgeben, um Wildtiere davon abzuhalten, hier zu weiden oder die Gräber zu beschädigen.[13][12]

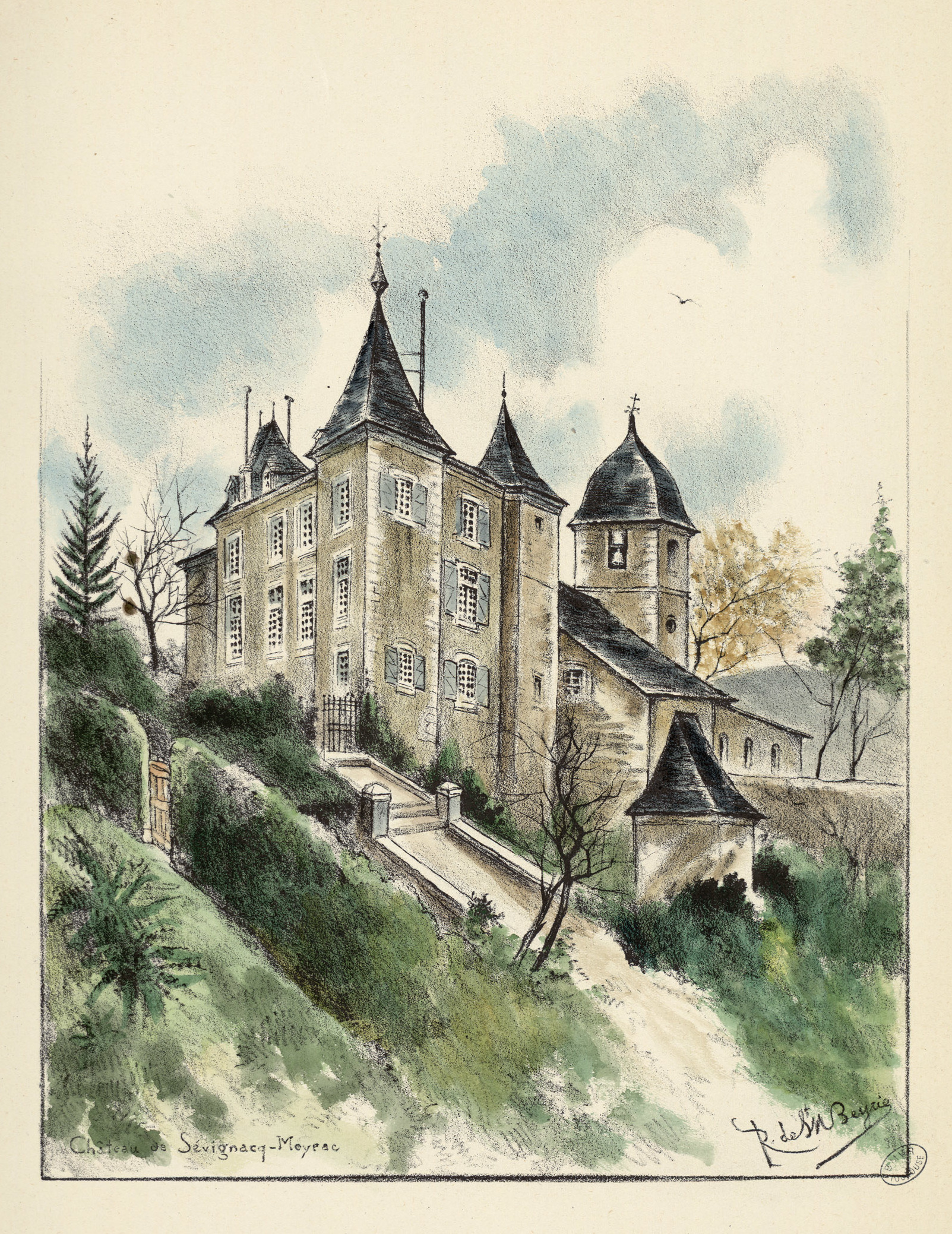
Schloss Étigny in einer Lithografie von Raymond de Saint-Martin-Beyrie von 1926

- Schloss Étigny. Das ehemalige Laienkloster ist im frühen 17. Jahrhundert nach den Erdbeben von 1527 und 1617 unmittelbar an die Kirche angrenzend neu gebaut worden. Über die früheren Bauten ist außer zahlreichen Erwähnungen in den Schriften nichts bekannt. Das Schloss ist auf einem künstlichen Erdhügel gebaut, der vermutlich zu einer alten Befestigungsanlage gehört, die das Ossautal überwachte. Arnaud de Casaux war Besitzer während der Hugenottenkriege. Der Arzt erhielt 1560 von Königin Jeanne d’Albret ein Stück Land von 60 Journeaux (1 Journal = 1/3 Hektar) als Belohnung für die Pflege und Genesung ihres Sohnes, dem späteren König Heinrich IV. Während der Französischen Revolution wurde das Schloss beschlagnahmt, aber die Familie Noguès konnte es anschließend wieder zurückgewinnen. Im 19. Jahrhundert wurde das Schloss umgestaltet. 1848 erstand es der reiche Händler Lavignolle aus Paris und vermietete es 1880 an den englischen Aristokraten Palmer Whalley, der wegen seiner Kuren in den Heilbädern der Pyrenäen hierherkam. 1892 kaufte die Familie d’Etigny das Schloss. Das heutige Anwesen besteht aus zwei Wohntrakten, die an den Ecken mit Pavillons verziert sind, einem mit einer Mauer umsäumtem Garten, Nebengebäuden und einem bewaldeten Park. Das Schloss ist seit dem 9. Juli 1998 als Monument historique klassifiziert.[14][12]

- Thermalbad. Wie zahlreiche Gemeinden im Béarn so hat auch Sévignacq-Meyracq ein kleines Thermalbad, das heute noch in Betrieb ist und eine Palette von Anwendungen anbietet. Théophile de Bordeu (1722–1776), Arzt und Begründer der Hydrotherapie, empfahl es zur Behandlung von „rebellischem Fieber“, Tumoren, Geschwüren und Rheumatismen. Das Bad wird vom mehreren eisenhaltigen Quellen gespeist und bietet verschiedene Anwendungen an, wie z. B. Bäder in Steinwannen, Bäder mit Stutenmilch, Algenbäder, Schlammbäder, Hammām.[15]

## Wirtschaft und Infrastruktur

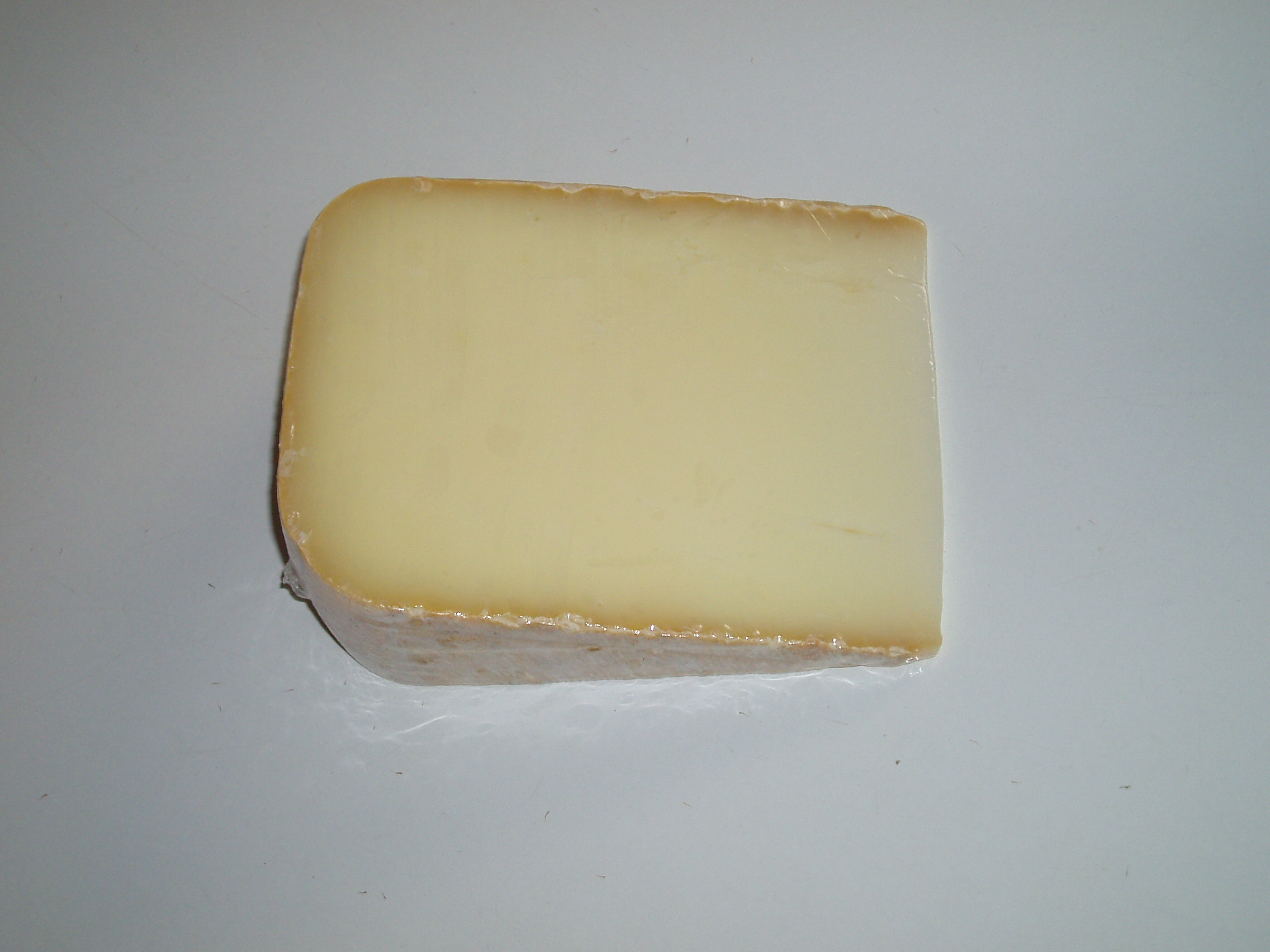
Ossau-Iraty

Sévignacq-Meyracq liegt in der Zone AOC des Ossau-Iraty, eines traditionell hergestellten Schnittkäses aus Schafmilch.
Der Bauernhof La Ferme du Vallon in Sévignacq-Meyracq hält Schafe der Rasse Basco-béarnaise und produziert von ihrer Milch u. a. den Ossau-Iraty.

### Bildung
Die Gemeinde verfügt über eine öffentliche Vor- und Grundschule mit 49 Schülerinnen und Schülern im Schuljahr 2017/2018.

### Sport und Freizeit
- Der Fernwanderweg GR 78 von Carcassonne nach Saint-Jean-Pied-de-Port führt durch das Zentrum der Gemeinde. Er folgt einem Nebenweg des Jakobswegs nach Santiago de Compostela.[20]

- Der leichte Rundweg „Les trois croix“ mit einer Länge von 4,6 km und einem Höhenunterschied von 210 m führt über Felder und Wälder von Sévignacq-Meyracq nach Sainte-Colome und zurück. Er passiert u. a. die Kapelle in Meyracq.[21]

### Verkehr
Sévignacq-Meyracq wird durchquert von den Routes départementales 232, 287, 389, 934 (ehemalige Route nationale 134bis) und 936 (ehemalige Route nationale 636) und ist mit einer Linie des Busnetzes Transports 64 über Pau mit anderen Gemeinden des Départements verbunden.

## Persönlichkeiten
- Léon Gimpel, geboren am 13. Mai 1873 in Straßburg, gestorben am 7. Oktober 1948 in Sévignacq-Meyracq, war französischer Fotograf u. a. im Dienste von mehreren französischen Zeitschriften. Das Periodikum L’Illustration veröffentlichte am 15. Juni 1907 Farbfotografien von Léon Gimpel als weltweit erste dieses damals noch jungen Verfahrens in einer Zeitschrift.[22]

- Auguste Cazalet, geboren am 7. September 1938 in Sévignacq-Meyracq, gestorben am 4. Juni 2013 in Bordeaux, war ein französischer Politiker. Er war in den 1990er Jahren Regionalrat für die Region Aquitanien, von 1968 bis 2000 Bürgermeister von Sévignacq-Meyracq, und von 1983 bis 2011 repräsentierte er im französischen Senat das Département Pyrénées-Atlantiques.[23]